# Richard Addinsell
Richard Stewart Addinsell (* 13. Januar 1904 in London; † 14. November 1977 ebenda) war ein britischer Filmkomponist.

## Leben
Addinsell studierte zunächst Jura in Oxford, entschied sich aber später für ein Musikstudium am Royal College of Music in London. Am 3. Dezember 1928 wurde von The Old Vic Company die Operette Adam’s Opera nach dem Buch von  Clemence Dane mit der Musik von Richard Addinsell uraufgeführt. In den Jahren 1929 bis 1932 setzte er seine Studien in Berlin und Wien fort. Eines der bekanntesten Werke Addinsells ist die Musik zu dem Film Dangerous Moonlight (1941), eine dem Stile Sergei Rachmaninows angenäherte Rhapsodie für Klavier und Orchester, die unter dem Namen Warsaw Concerto (Warschauer Konzert) Weltruhm erlangte. Sein langjähriger Lebensgefährte war der britische Modedesigner Victor Stiebel.

## Werke (Auswahl)

### Filmmusik
- 1932: His Lordship
- 1936: Feuer über England (Fire over England)
- 1939: Auf Wiedersehen, Mr. Chips (Goodbye, Mr. Chips)
- 1939: Testflug QE 97 (Q Planes)
- 1940: Contraband
- 1940: Gaslicht (Gaslight)
- 1941: Dangerous Moonlight
- 1944: Geisterkomödie (Blithe Spirit)
- 1949: Sklavin des Herzens (Under Capricorn)
- 1949: Die große Leidenschaft (The Passionate Friends)
- 1950: Die schwarze Rose (The Black Rose)
- 1951: Eine Weihnachtsgeschichte (Scrooge)
- 1951: Dakapo (Encore)
- 1953: Im Schatten des Korsen (Sea Devils)
- 1957: Der Prinz und die Tänzerin (The Prince and the Showgirl)
- 1958: Zwei Städte (A Tale of Two Cities)
- 1961: Der römische Frühling der Mrs. Stone (The Roman Spring of Mrs. Stone)
- 1962: Wir alle sind verdammt (The War Lover)
- 1965: Ein Platz ganz oben (Life at the Top)

### Schauspielmusiken und Revuen
- Adam’s Opera, von Clemence Dane. Uraufführung: 3. Dezember 1928 London
- Oxford Preserved, Revue, 1930, gemeinsam mit Helen Simpson
- The Good Companions, Bühnenadaption des gleichnamigen Romans von J. B. Priestley, Addinsell schrieb einige Lieder wie Slipping round the corner und Going home, so wie die komplette Schauspielmusik. Uraufführung am 14. Mai 1931 am His Majesty’s Theatre in London
- Alice in Wonderland, nach Lewis Carroll, Adaption von Eva Le Gallienne und Florida Friebus, Uraufführung am 11. Dezember 1932 im Civic Repertory Theatre in New York City.
- Come of Age, von Clemence Dane, Uraufführung am 12. Januar 1934 mit Judith Anderson im Maxine Elliott’s Theater in New York
- The Taming of the Shrew, von William Shakespeare. Uraufführung: 1937 London
- Blithe Spirit, von N. Coward. Uraufführung: 1941 London
- Alice in Wonderland, nach Lewis Carroll. Uraufführung: 1943 London